# Evolène
Evolène (Èvouolïn-na in francoprovenzale) è un comune svizzero di 1 687 abitanti del Canton Vallese, nel distretto di Hérens. Dal 2016 il borgo, grazie alla sua particolare bellezza architettonica, la sua storia e la posizione privilegiata in cui si trova è entrato a far parte dell'associazione "I borghi più belli della Svizzera".

## Geografia fisica
Si trova a sud della città di Sion al fondo della Val d'Hérens includendo interamente in esso la Dent Blanche.

## Storia
Il comune di Evolène è stato istituito nel 1882 con lo scorporo del comune soppresso di Hérens nei nuovi comuni di Evolène e Saint-Martin.

## Monumenti e luoghi d'interesse

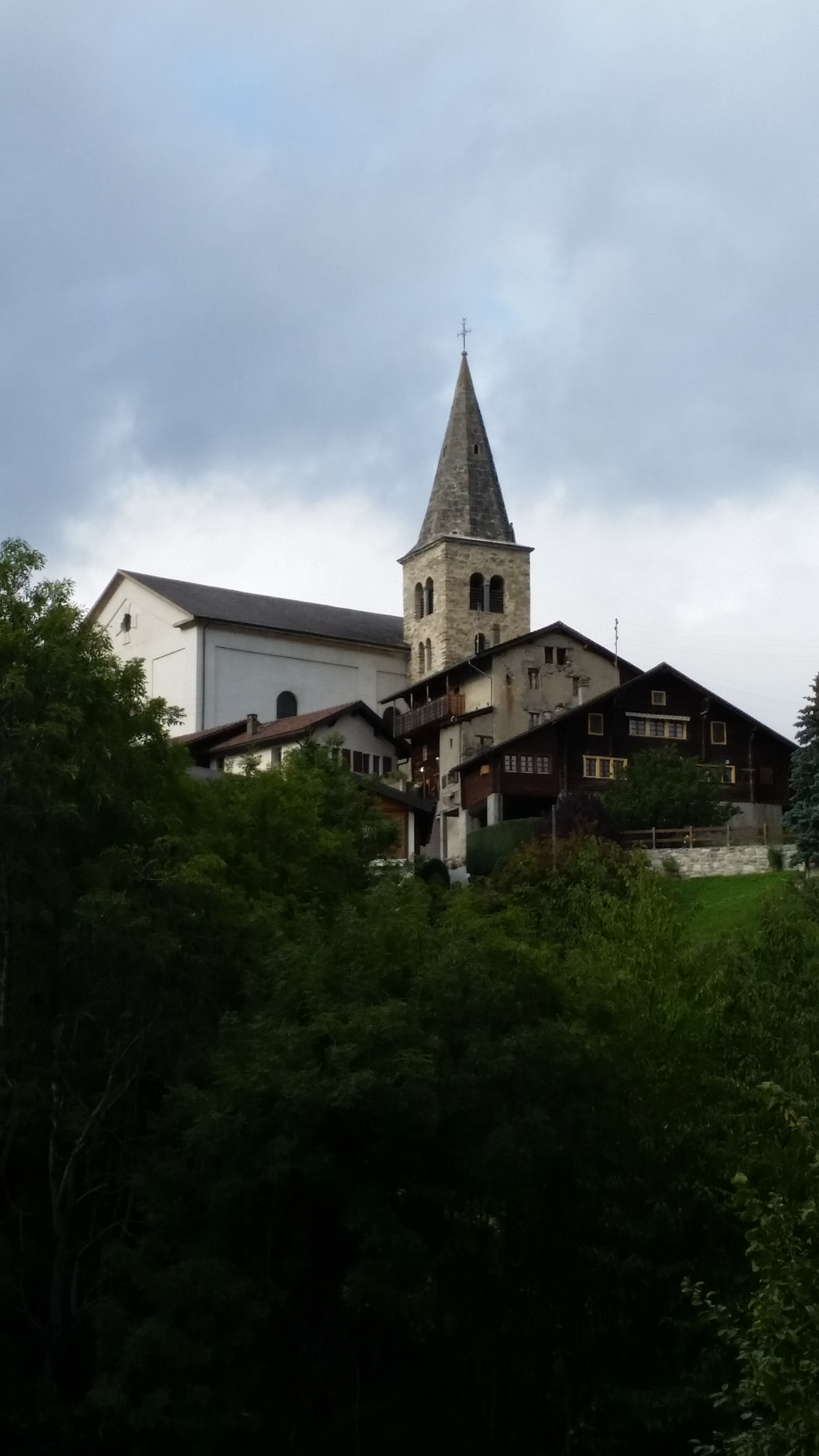
La chiesa di San Giovanni Battista

- Chiesa parrocchiale cattolica di San Giovanni Battista (già cappella dei Santi Giovanni Battista e Teodulo), attestata dal 1448[1];
- Diga di Ferpècle.

## Società

### Evoluzione demografica
L'evoluzione demografica è riportata nella seguente tabella:
Abitanti censiti

### Lingue e dialetti
Il comune è di lingua francese. Évolène rappresenta insieme alla vicina Valle d'Aosta una delle poche aree dove l'uso della lingua francoprovenzale si è mantenuto; il francoprovenzale è infatti ancora oggi parlato attivamente da gran parte degli anziani e da buona parte dei giovani. Secondo quanto rilevato dal censimento della popolazione in Svizzera nel 2000 il francoprovenzale era parlato abitualmente dal 44,7% della popolazione.

## Geografia antropica

### Frazioni

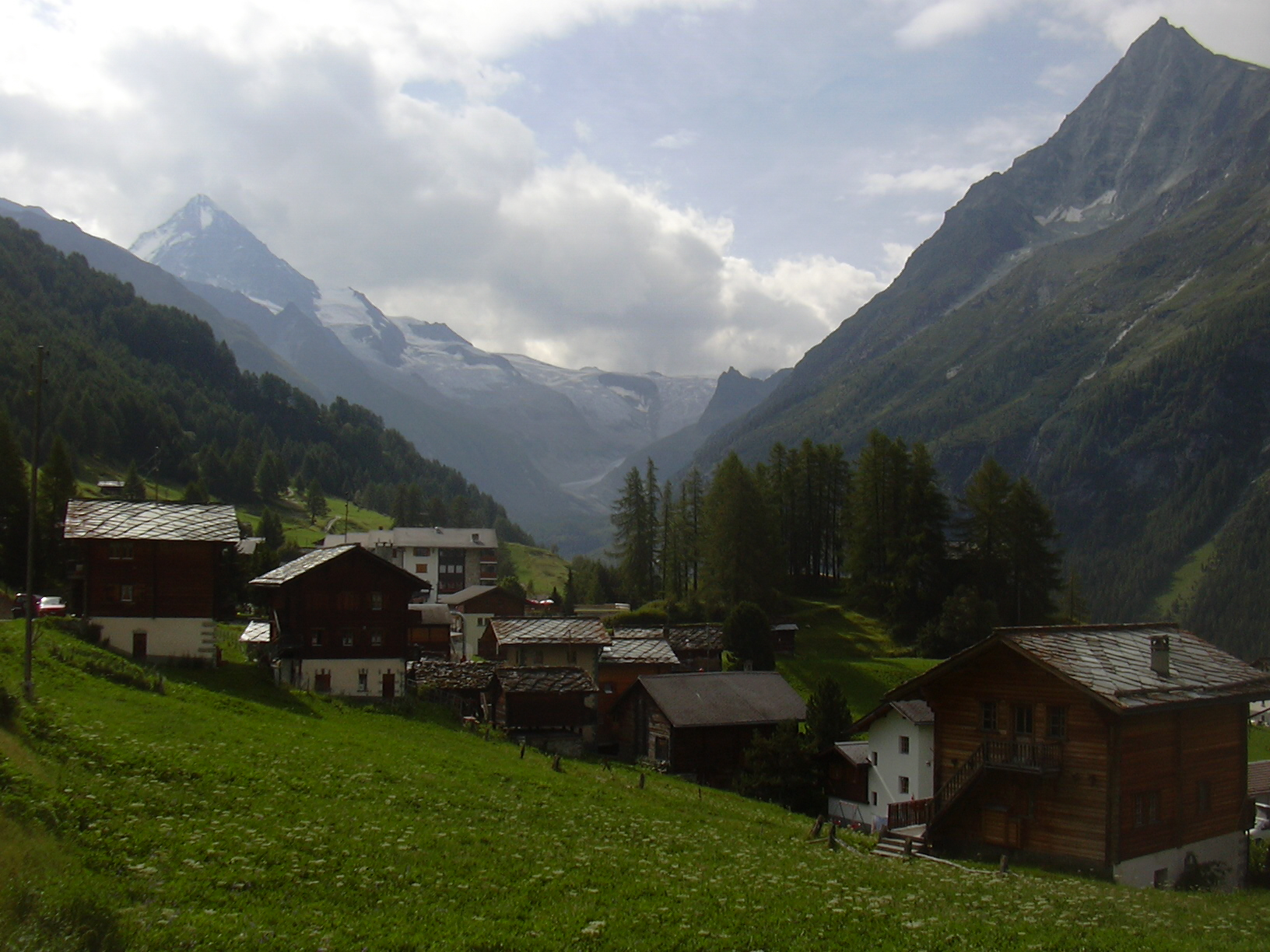
La Forclaz

- Arolla, stazione sciistica
- Ferpècle
- La Forclaz
- La Sage
- Les Haudères
- Villa

## Amministrazione
Ogni famiglia originaria del luogo fa parte del cosiddetto comune patriziale e ha la responsabilità della manutenzione di ogni bene ricadente all'interno dei confini del comune.